# Sun Qinghai
Sun Qinghai (chinesisch 孫清海 / 孙清海, Pinyin Sūn Qīnghǎi; * 18. Januar 1988 in Harbin, Provinz Heilongjiang) ist ein ehemaliger chinesischer Skilangläufer.

## Werdegang
Sun nahm von 2005 bis 2021 an Wettbewerben der Fédération Internationale de Ski teil. Sein erstes Weltcuprennen lief er im März 2006 in Changchun, welches er auf dem 34. Rang beendete. Seine ersten Weltcuppunkte holte er im Februar 2007 in Changchun mit dem 25. Rang im Sprint. Bei den nordischen Skiweltmeisterschaften 2007 in Sapporo belegte er den 48. Platz im Sprint. Bei den Olympischen Winterspielen 2010 in Vancouver belegte er den 21. Platz im Sprint und den 19. Platz im Teamsprint. In der Saison 2010/11 erreichte er in Kuusamo mit dem 13. Platz im Sprint seine beste Platzierung im Weltcupeinzel. Seine besten Ergebnisse bei den nordischen Skiweltmeisterschaften 2013 im Val di Fiemme waren der 30. Platz im Sprint und der 22. Rang im Teamsprint. Bei den Olympischen Winterspielen 2014 in Sotschi kam er auf den 72. Platz über 15 km klassisch und den 28. Rang im Sprint. Im Februar 2017 gewann er bei den Winter-Asienspielen in Sapporo die Silbermedaille im Sprint. Bei den Olympischen Winterspielen 2018 in Pyeongchang lief er auf den 98. Platz über 15 km Freistil und auf den 27. Rang zusammen mit Wang Qiang im Teamsprint.